# Internationale Spieltage
Internationale Spieltage (кратко Spiel) — это ежегодная четырёхдневная международная выставка-ярмарка настольных игр, проходящая в октябре (с четверга по воскресенье) в выставочном центре Messe Essen в немецком городе Эссен, в честь которого часто называется просто Essen. Многие настольные игры немецкого стиля впервые выставляются именно на этой выставке.

## История
Первая выставка состоялась в 1983 году в Народном университете города Эссен. Через несколько лет из-за ограниченности площадей в университете выставка вынуждена была переехать в выставочный центр Messe Essen. С 1984 года во время выставки проводится немецкий командный чемпионат по настольным играм. С 2003 года здесь же определяется победитель европейского чемпионата по настольным играм.
Эссен — относительно небольшой город (600 тыс. человек), но в честь выставки во многих играх он есть, наряду с «миллионниками» Берлином и Мюнхеном. В частности, он есть в играх «Пандемия» и «Билет на поезд».

## Организация и программа
В отличие от другой крупной немецкой выставки игр Nuremberg International Toy Fair, Spiel открыт для всех посетителей также, как и для издателей и дизайнеров.
В 2009 году выставку посетили 152 000 человек, площадь выставочных залов составила 44 100 м²..
Во время выставки вручаются такие награды, как Deutscher Spiele Preis, International Gamers Awards и Essen Feather.
В настоящее время является крупнейшей выставкой настольных, карточных и коллекционных карточных игр в мире, опережая выставку Gen Con в Индианаполисе. Во время выставки дизайнеры и издатели демонстрируют новые игры, ретейлеры продают игры со скидкой, также работает блошиный рынок с широким выбором новых и бывших в употреблении игр. Кроме того, на выставке имеется зал продавцов комиксов, один или два зала ролевых игр, а также зал с развлечениями для детей. На выставке иногда присутствуют компьютерные игры, но они достаточно редки.